# عدن (وسام)
وسام عدن وسام قتالي كان يمُنح لبعض الوحدات العسكرية سواء خلال فترة الجيش البريطاني أو الإمبراطورية البريطانية التي شاركت في الحملات التالية:
- حملة عدن في شهر يناير 1839.
- حملة جنوب الجزيرة العربية في الحرب العالمية الأولى، من يوليو 1915 إلى أكتوبر 1918.